# Acushnet
Eastham – miasto w Stanach Zjednoczonych, w stanie Massachusetts, w hrabstwie Bristol.